# آلن مارگاریان
آلن لِوونی مارگاریان (ارمنی: Ալեն Լևոնի Մարգարյան؛ انگلیسی: Alen Margaryan؛ ۱۱ فوریهٔ ۱۹۹۹ – ۳۰ سپتامبر ۲۰۲۰) سرباز وظیفه ارمنی که در ارتش تدافعی جمهوری آرتساخ خدمت می‌کرد.

## زندگی‌نامه
وی در ۱۱ فوریهٔ ۱۹۹۹ در ایروان به دنیا آمد و با مدرک کارشناسی در رشته فیلم‌سازی از دانشگاه دولتی علوم پرورشی خاچاطور آبوویان ارمنستان فارغ‌التحصیل گشت. مارگاریان در مرکز نوآورانه فناوری‌های تومو تدریس می‌کرد. وی در ۳۰ سپتامبر ۲۰۲۰ در جریان جنگ ناگورنو قره‌باغ در سن ۲۱ سالگی در ماداغیس در حمله پهپادی کشته شد و در روز ۱۱ اکتبر ۲۰۲۰ در گورستان نظامی یرابلور به خاک سپرده شد. با فرمان آرائیک هاروتیونیان رئیس‌جمهور جمهوری آرتساخ در سال ۲۰۲۱ پس از مرگ وی نشان نظامی قهرمان آرتساخ و مدال عقاب طلایی به وی اعطا شد. در روز ۸ مه ۲۰۲۱ آئین روزنمایی از کتابی درباره آلن مارگاریان تحت عنوان آلن تمامی ما (ارمنی: Բոլորիս Ալենը) صورت گرفت.